# Alta scuola di arti figurative di Bratislava
L'Alta scuola di arti figurative di Bratislava (in slovacco: Vysoká škola výtvarných umení v Bratislave, abbreviata VŠVU) è un ateneo pubblico con sede a Bratislava, fondato nel 1949, corrispondente a un'accademia di belle arti.

## Storia
È stato il primo ateneo in Slovacchia focalizzato sullo studio completo delle belle arti. È stato istituito alle soglie di un periodo segnato dal regime totalitario dell'ex Repubblica Socialista Cecoslovacca e quindi per 40 anni (1949-1989) ha lottato con la pressione dei dogmi politico-culturali che promuovevano la dottrina del realismo socialista nell'arte, ma anche con il regime delle qualifiche e con le purghe politiche di docenti e studenti. Tuttavia, grazie al retroterra artistico degli insegnanti e al loro approccio umano agli studenti nell'insegnamento, la scuola è riuscita a resistere e alcuni dipartimenti divennero persino leggendari, noti al pubblico come "scuole" di singoli insegnanti, che furono riferimenti per generazioni di laureati: Peter Matejka, Jozef Kostka, Vincent Hložník, Albín Brunovský, Václav Cigler e altri furono tra gli insegnanti di riferimento. Dopo la rivoluzione di velluto e la caduta del regime totalitario nel 1989, la Scuola attraversò un periodo di radicali trasformazioni. L'Alta scuola di arti figurative è diventata una delle poche università in Slovacchia, in cui l'intero personale docente è selezionato attraverso liberi concorsi.

### Rettori
- Ján Mudroch (1949 – 1952)
- Dezider Milly (1952 - 1952)
- Ján Želibský (1952 – 1955)
- Jozef Kostka (1955 – 1959)
- Vincent Hložník (1959 – 1963)
- Rudolf Pribiš (1963 – 1968)
- Orest Dubay (1968 – 1971)
- Rudolf Pribiš (1971 – 1973)
- Ján Kulich (1973 – giugno 1989)
- Ľudovít Petránsky (giugno 1989 - novembre 1989)
- Karol Ondreička (novembre 1989 – maggio 1990)
- Jozef Jankovič (1990 – 1994)
- Štefan Šlachta (1994 – 2000)
- Ján Hoffstädter (13 gennaio 2000 – 31 gennaio 2007)
- Karol Weisslechner (1º febbraio 2007 – 31 gennaio 2011)
- Stanislav Stankoci (1º febbraio 2011 – 31 gennaio 2019)
- Bohunka Koklesová, dal 1º febbraio 2019

## Offerta formativa
L'Alta scuola di arti figurative offre corsi di laurea, master e dottorato. I corsi di laurea triennale e magistrale prevedono esclusivamente la frequenza a tempo pieno. Il dottorato può essere frequentato a tempo pieno o parziale. Il corso di laurea triennale termina con l'esame di stato, con la discussione della tesi di laurea e al laureato viene assegnato un diploma e il titolo di "baccelliere" (bakalár), in breve "Bc." Il corso di laurea magistrale dura due anni e termina con l'esame di stato e la discussione della tesi. Il laureato riceve un diploma e il titolo di "Maestro d'arte" (magister umenia), in breve "Mgr. art.". Il dottorato nella formula a tempo pieno dura 3 anni, mentre per gli esterni dura dai 3 ai 5 anni e termina con la discussione della tesi. I laureati in Belle Arti, Design, Restauro, Progettazione architettonica ottengono il titolo di "Dottore in Arte" (doktor umenia), abbreviato in "ArtD.", mentre i laureati in Storia e teoria delle belle arti e dell'architettura conseguono il titolo di "dottore in filosofia" (doktor filozofie), abbreviato in PhD.
I piani di studio sono afferenti a quattro orientamenti: 
- Belle Arti
- Design
- Progettazione architettonica
- Restauro.

## Organizzazione
L'Alta scuola di arti figurative non è suddivisa in facoltà, ma è articolata in 12 cattedre:
- Progettazione architettonica;
- Fotografia e nuovi media;
- Grafica e altri media;
- Intermedia e multimedia;
- Pittura e altri media;
- Design;
- Restauro;
- Scultura e installazioni;
- Teoria e storia dell'arte;
- Arte tessile;
- Arte applicata;
- Comunicazione visiva.

## Relazioni internazionali
L'Alta scuola di arti figurative è membro dei network internazionali ELIA (European League of Institutes of the Arts), CUMULUS e European Textile Network. Organizza scambi di studenti e insegnanti con istituzioni partner straniere nell'ambito dei programmi Socrates / Erasmus e CEEPUS (Central European Exchange Program for University Studies), nonché sulla base della cooperazione diretta con le singole scuole. L'Alta scuola di arti figurative partecipa attivamente anche all'organizzazione di workshop, simposi, seminari internazionali e alla preparazione e realizzazione di mostre.

## Galleria MEDIUM
La Galleria MEDIUM è stata fondata nel gennaio del 1991 come parte dell'Alta scuola di arti figurative di Bratislava. Le sue attività espositive formano sia una parte sia un'estensione della concezione del processo artistico-educativo della scuola. L'attività espositiva della galleria è focalizzata su tutte le tendenze artistiche attuali, in conformità con la vasta gamma di campi di studio della scuola. Il criterio principale per l'approvazione e l'implementazione di un progetto espositivo nella galleria è principalmente la sua alta qualità, con uno sforzo per mantenere un equilibrio tra presentazioni di studenti e atelier e mostre di professionisti. Altrettanto importante è la presentazione di scuole d'arte straniere (accademie di Praga, Brno, Poznań, Cracovia, Łódź, Budapest, Saint-Étienne, ecc.) attraverso collaborazioni con mostre internazionali, risultati di simposi e workshop.